# Prince Charming (Film)
Prince Charming (Originaltitel: Meet Prince Charming) ist eine US-amerikanische Filmkomödie aus dem Jahr 2000. Die Regie führte Brett Parker, das Drehbuch schrieb Nina Colman. Die Hauptrollen spielten Tia Carrere und David Charvet. Prince Charming ist ein feststehender Begriff, der etwa dem deutschen Märchenprinzen entspricht.

## Handlung
Jack Harris (David Charvet) lebt in New York City. Er kündigt einen gut bezahlten Job, um seinen Traum zu verwirklichen: Die Zeitung Tribeca Times zu gründen. Er führt einen Kleinkrieg gegen seine Nachbarin Samantha Feld (Tia Carrere) und lebt als Single. Es kommt zu einer peinlichen Szene, als er seiner Schwester in einem Café die laut gestellte Frage beantwortet, wann er zuletzt Sex hatte. Ebenso laut antwortet er, es sei vor neun Monaten gewesen.
Feld bekommt zum 29. Geburtstag von ihrer Freundin einen Gutschein für die Dienste einer Partnervermittlungsagentur. Harris recherchiert für den Leitartikel der ersten Ausgabe seiner Zeitung, in dem er die Partnervermittlungsagenturen der Stadt beschreiben will. Er nutzt die Dienste einer der Agenturen, durch die ihm Feld vermittelt wird. Harris und Feld lernen sich näher kennen und werden zum Paar. In der letzten Szene zeigt Harris seiner Freundin die frisch gedruckte erste Ausgabe der Zeitung.

## Kritiken
Der Film wurde u. a. mit der Filmkomödie E-Mail für Dich verglichen, wobei die Handlung als vorhersehbar bezeichnet wurde. Die Leistungen der Hauptdarsteller wurden gelobt.